# Isolement (soin de santé)
Pour les articles homonymes, voir Isolement (homonymie).

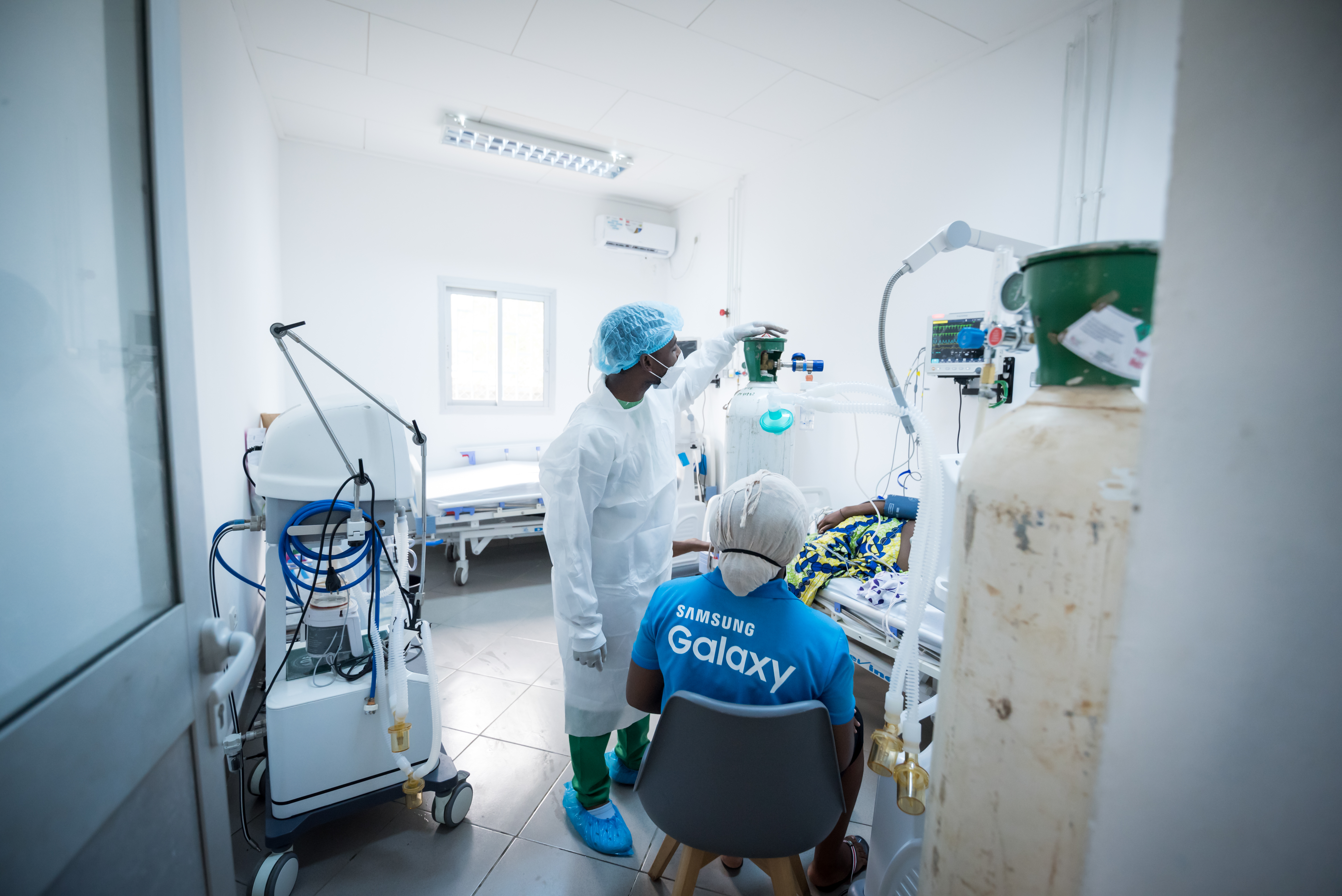
Service d'isolement à l'hôpital Laquintinie de Douala.

Dans les établissements de soins de santé, l'isolement est une des nombreuses mesures qui peuvent être prises pour contrôler les infections, c'est-à-dire prévenir la transmission de maladies contagieuses d'un patient aux autres patients, aux travailleurs de la santé et aux visiteurs, ou de personnes extérieures à un patient particulier (isolement inversé).
Il existe diverses formes d'isolement, dans certaines desquelles les procédures de contact sont modifiées, et dans d'autres, le patient est tenu à l'écart de tous les autres. Dans un système conçu, et périodiquement révisé, par les Centres américains de contrôle et de prévention des maladies (en anglais, Centers for Disease Control and Prevention ou CDC), les différents niveaux d'isolement des patients comprennent l'application d'une ou plusieurs précautions formellement décrites.
L'isolement est le plus souvent utilisé lorsqu'un patient est connu pour avoir une maladie virale ou bactérienne contagieuse (transmissible de personne à personne). Des équipements spéciaux sont utilisés pour la prise en charge des patients dans les différentes formes d'isolement. Il s'agit le plus souvent d'équipements de protection individuelle (blouses, masques et gants) et de contrôles techniques (chambres à pression positive, chambres à pression négative, équipements à flux d'air laminaire et diverses barrières mécaniques et structurelles). Des salles d'isolement dédiées peuvent être préinstallées dans les hôpitaux, ou des unités d'isolement peuvent être temporairement désignées dans les établissements en pleine urgence épidémique.
Hors établissement on parle de quarantaine, pour un isolement prescrit, ou une auto-isolation.

## Importance
Les maladies contagieuses peuvent se transmettre d'une personne à une autre de quatre façons :
1. par contacts physiques directs ;
2. par contacts indirects (par des objets contaminés) ;
3. par la propagation de particules infectieuses ;
4. par vecteurs comme les insectes ou les animaux[3].

Selon la maladie contagieuse, la transmission peut se produire au domicile, à l'école, sur le lieu de travail, dans un établissement de soins et dans d'autres lieux. Même si une personne prend toutes les précautions nécessaires pour se protéger contre la maladie, comme être à jour dans ses vaccinations et pratiquer une bonne hygiène, elle peut quand même contracter la maladie. Certaines personnes peuvent aussi développer de graves complications si elles contractent la maladie. C'est pourquoi l'isolement est une pratique importante de prévention et de contrôle des infections utilisée pour protéger la population.
L'isolement peut prévenir les infections nosocomiales, réduire les menaces d'infections résistantes aux antibiotiques et contrer les maladies infectieuses nouvelles et émergentes à l'échelle mondiale.

## Types de précautions
Les Centres américains de contrôle et de prévention des maladies (aussi connus sous le nom de Centers for Disease Control and Prevention et le sigle CDC) ont créé différents niveaux d'isolement (également appelés précautions). Ces précautions sont examinées et révisées régulièrement par le CDC.

### Précautions universelles / standards
Les précautions universelles désignent la pratique, en médecine, consistant à éviter tout contact avec les fluides corporels des patients, par le port d'articles non poreux tels que des gants médicaux, des lunettes de protection et des écrans faciaux. Cette pratique a été largement introduite en 1985-1988,. En 1987, la pratique des précautions universelles a été complétée par un ensemble de règles connues sous le nom d'isolation des substances corporelles. En 1996, les deux pratiques ont été remplacées par l'approche actuelle connue sous le nom de précautions standards. L'utilisation d'équipements de protection individuelle est désormais recommandée dans tous les établissements de santé.

### Précautions contre la transmission
Les précautions contre la transmission sont des précautions supplémentaires de contrôle des infections - en plus des précautions universelles/standards - et les dernières pratiques de prévention et de lutte de routine contre les infections appliquées aux patients dont on sait ou dont on soupçonne qu'ils sont infectés ou colonisés par des agents infectieux, y compris certains agents pathogènes importants sur le plan épidémiologique. Ces derniers nécessitent des mesures de contrôle supplémentaires pour prévenir efficacement la transmission,.
Il existe trois types de précautions contre la transmission :
- les précautions relatives au contact visent à prévenir la transmission d'agents infectieux, y compris des micro-organismes importants sur le plan épidémiologique, qui se propagent par contact direct ou indirect avec le patient ou son environnement ;
- les précautions relatives aux gouttelettes visent à prévenir la transmission sur de courtes distances d'agents pathogènes propagés par contact étroit du système respiratoire ou des muqueuses avec des sécrétions respiratoires infectées ;
- les précautions contre la transmission par voie aérienne empêchent la transmission d'agents infectieux qui restent infectieux sur de longues distances lorsqu'ils sont en suspension dans l'air (par exemple, le virus de la rougeole et le virus de la varicelle).

### Isolement
Selon les Centres américains de contrôle et de prévention des maladies, l'isolement est utilisé pour protéger le grand public d'une éventuelle exposition à une maladie contagieuse. L'isolement est l'acte de séparer un individu malade atteint d'une maladie contagieuse des individus en bonne santé qui ne sont pas atteints de cette maladie contagieuse.
Des équipements spéciaux sont utilisés pour la prise en charge des patients dans les différentes formes d'isolement. Il s'agit le plus souvent d'équipements de protection individuelle (blouses, masques et gants) et de contrôles techniques (chambres à pression positive, chambres à pression négative, équipements à flux d'air laminaire et diverses barrières mécaniques et structurelles). Des salles d'isolement dédiées peuvent être préconstruites dans les hôpitaux, ou des unités d'isolement peuvent être temporairement désignées dans les établissements au milieu d'une urgence épidémique.
L'isolement ne doit pas être confondu avec la quarantaine ou le bioconfinement. La quarantaine est la séparation et le confinement obligatoires, avec restrictions de mouvement, d'individus ou de groupes en bonne santé qui ont été potentiellement exposés à un agent, afin de prévenir de nouvelles infections en cas de contamination. Le bioconfinement fait référence à la biosécurité dans les laboratoires de microbiologie où le confinement physique (BSL 3, BSL 4) des organismes hautement pathogènes est réalisé par des contrôles techniques intégrés.
Il existe de nombreuses formes d'isolement.

#### Isolement strict
L'isolement strict est utilisé pour les maladies qui se propagent par l'air et dans certains cas par contact. Les patients doivent être placés en isolement pour éviter la propagation des maladies infectieuses. Ceux qui sont maintenus en isolement strict sont souvent gardés dans une pièce spéciale conçue à cet effet. Ces chambres sont équipées de toilettes et d'équipements de soins spéciaux, et un évier et un dispositif d'évacuation des déchets sont prévus pour les travailleurs lorsqu'ils quittent la zone.

#### Isolement relatif aux contacts
L'isolement relatif aux contacts est utilisée pour prévenir la propagation de maladies qui peuvent être propagées par contact avec des plaies ouvertes. Les travailleurs de la santé qui entrent en contact avec un patient lors de l'isolement relatif aux contacts sont tenus de porter des gants médicaux et, dans certains cas, une chemise d'hôpital.

#### Isolement respiratoire
L'isolement respiratoire est utilisé pour les maladies qui se propagent par les particules qui sont exhalées. Les personnes qui sont en contact avec un tel patient ou qui y sont exposées sont tenues de porter un masque.

#### Isolement inversé

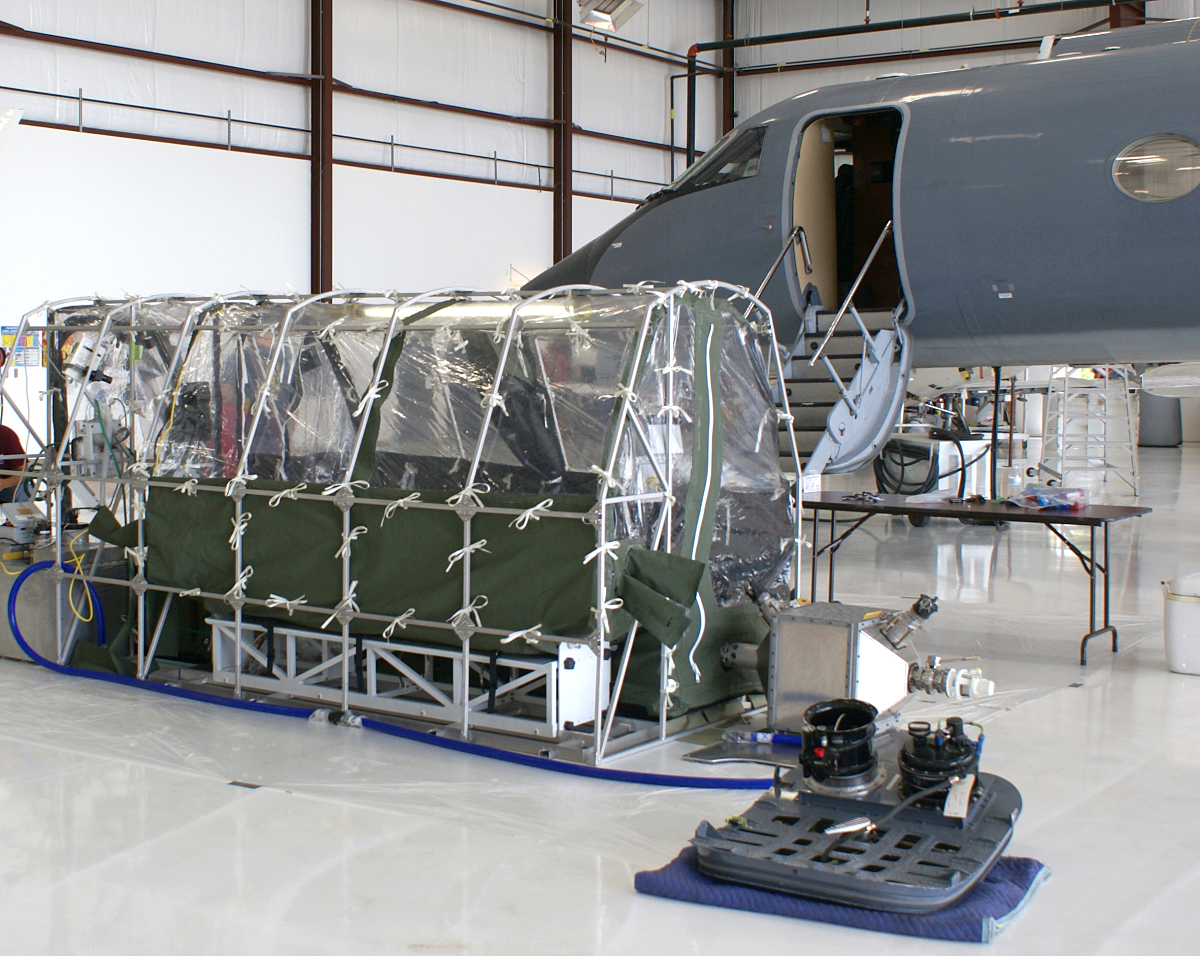
Le Aeromedical Biological Containment System (ABCS) est un module aérotransportable de "haute isolation" pour le déplacement des patients hautement contagieux.

L'isolement inversé est un moyen d'éviter qu'un patient dont la santé est compromise ne soit contaminé par d'autres personnes ou objets. Elle implique souvent l'utilisation d'un flux d'air laminaire et de barrières mécaniques (pour éviter le contact physique avec d'autres personnes) pour isoler le patient de tout agent pathogène nocif présent dans l'environnement extérieur.

#### Isolement élevé
L'isolement élevé est utilisé pour prévenir la propagation de maladies infectieuses exceptionnellement très contagieuses ou à fortes conséquences (par exemple, la variole, le virus Ebola). Il prévoit l'utilisation obligatoire de :
1. gants médicaux (ou de gants doubles, le cas échéant) ;
2. lunettes de protection (ou écran facial) ;
3. chemise d'hôpital imperméable (ou d'une combinaison Tyvek pour tout le corps, le cas échéant) ;
4. masque de protection (au moins FFP2 ou équivalent N95 NIOSH), et pas seulement d'un masque chirurgical[18].

Parfois, on utilise également des chambres à pression négative ou des appareils respiratoires à épuration d'air motorisés.

#### Auto-isolement
L'autoisolation ou l'isolement à domicile ou quarantaine est l'acte de se mettre volontairement en quarantaine pour prévenir l'infection de soi-même ou des autres,,. Cette pratique a été fortement suggérée lors de la pandémie de maladie à coronavirus de 2019-2020. Ses principales caractéristiques sont :
- rester à la maison ;
- se séparer des autres personnes - par exemple, ne pas être dans la même pièce que les autres personnes en même temps ;
- demander à des amis, à des membres de la famille ou à des services de livraison de faire des courses, par exemple pour se procurer des produits alimentaires, des médicaments ou d'autres produits.

## Isolement des travailleurs de la santé
L'isolement est pertinent pour le travail et la sécurité des travailleurs de la santé. Les travailleurs de la santé peuvent être régulièrement exposés à divers types de maladies et risquent de tomber malades. La maladie peut se propager entre un patient et un travailleur de la santé, même si ce dernier prend toutes les précautions nécessaires pour minimiser la transmission, y compris une bonne hygiène et la mise à jour des vaccins. Si un travailleur de la santé tombe malade d'une maladie transmissible, une propagation peut se produire à d'autres travailleurs de la santé ou à des patients vulnérables au sein de l'établissement de santé. Il peut s'agir de patients dont le système immunitaire est affaibli et qui risquent de subir de graves complications.
Les travailleurs de la santé qui sont infectés par certains agents contagieux peuvent ne pas être autorisés à travailler avec les patients pendant un certain temps. L'Occupational Safety and Health Administration des États-Unis a mis en œuvre plusieurs normes et directives applicables à la protection des travailleurs de la santé contre la propagation d'agents infectieux. Ces normes et directives concernent notamment les agents pathogènes transmissibles par le sang, les équipements de protection individuelle et les protections respiratoires. Les Centres américains de contrôle et de prévention des maladies ont également dégagé des ressources pour les établissements de soins de santé afin de les aider à évaluer et à réduire les risques d'exposition professionnelle aux maladies infectieuses. Ces normes et directives ont pour but de prévenir la propagation de maladies à d'autres personnes dans un établissement de soins de santé.

## Conséquences de l'isolement
L'isolement est rarement contesté pour son importance dans la protection contre les maladies. Cependant, il est important de considérer les conséquences que l'isolement peut avoir sur un individu. Par exemple, les patients peuvent ne pas être en mesure de recevoir des visiteurs et souffrir de solitude. Les patients peuvent souffrir de dépression, d'anxiété et de colère. Les jeunes enfants peuvent avoir l'impression que leur isolement est une punition. Le personnel peut avoir besoin de passer plus de temps avec les patients. Les patients peuvent ne pas être en mesure de recevoir certains types de soins en raison du risque de contamination des autres patients. Cela inclut les formes de soins qui impliquent l'utilisation d'équipements communs à tous les patients de l'établissement, ou qui impliquent le transport du patient dans une zone de l'établissement commune à tous les patients. Étant donné l'impact de l'isolement sur les patients, un soutien social et émotionnel peut être nécessaire.
Bien qu'une majorité de professionnels de la santé plaide en faveur de l'isolement comme moyen efficace de réduire la transmission des maladies, certains professionnels de la santé sont préoccupés par la mise en œuvre de tels protocoles de contrôle étant donné les conséquences négatives possibles sur les patients. Les patients isolés avec le Staphylococcus aureus résistant à la méticilline peuvent également être affectés négativement parce qu'ils reçoivent moins de visites des spécialistes et des résidents.

## Éthique
L'isolement est une méthode importante pour protéger la communauté en général contre les maladies, en particulier dans un hôpital ou en cas d'épidémie à l'échelle de la communauté. Cependant, cette intervention pose une question éthique sur les droits de l'individu par rapport aux droits de la communauté générale.
Les maladies infectieuses et les mesures de précaution en matière d'isolement, ne sont généralement pas considérées comme des sujets d'importance primordiale dans le domaine de la bioéthique par rapport à d'autres sujets tels que l'euthanasie, la reproduction assistée et la génétique. Parmi les raisons possibles pour lesquelles les maladies infectieuses ne sont pas considérées comme un sujet primordial en éthique médicale, on peut citer les suivantes :
- le parti pris pour des sujets qui sont davantage des sujets de haute technologie et du monde riche comme l'euthanasie et la reproduction assistée ;
- l'optimisme aveuglant selon lequel les maladies infectieuses ne sont plus une menace en raison du succès des antibiotiques et des vaccins ;
- l'étiquetage autre parmi certaines maladies infectieuses comme le SIDA, la tuberculose, l'Ebola[30].

En cas d'épidémie, l'isolement peut être considéré comme une précaution éthique et nécessaire pour protéger la communauté contre la transmission de la maladie. C'est ce que l'on a pu constater lors de l'épidémie de rougeole de Disneyland en 2014 et de l'épidémie d'Ebola en 2014. Cela peut être justifié en utilisant le calcul utilitariste pour mesurer les conséquences positives et négatives de l'isolement et du non-isolement en tenant compte des conséquences sur les individus autant que sur les communautés. Cela montre que l'isolement est le plus susceptible d'entraîner le plus grand nombre de résultats positifs pour le plus grand nombre de personnes.
L'isolement peut également être justifié en tant que pratique éthique moralement légitime en santé publique, fondée sur la relation réciproque entre l'individu et l'État. L'individu est tenu de protéger les autres en empêchant la propagation de la maladie, en respectant les instructions des autorités de santé publique et de s'enfermer chez lui et de ne pas assister à des rassemblements publics, et en agissant en tant que premier intervenant (s'il s'agit d'un professionnel de la santé) en fournissant des services visant à protéger et à rétablir la santé publique. L'État, d'autre part, est tenu de fournir un soutien aux personnes qui subissent le fardeau des mesures restrictives (par exemple, indemnisation pour travail manqué, accès à la nourriture et aux autres produits de première nécessité pour les personnes mises en quarantaine et isolées, assistance aux premiers intervenants pour équilibrer les obligations personnelles/professionnelles), de veiller à ce que plusieurs protections juridiques soient en place pour les personnes soumises à des mesures restrictives, et de communiquer toutes les informations pertinentes concernant la nécessité des restrictions.

## Dans la littérature
- Claudine à l'école de Collette:

Dans la semaine de vacances imprévue que nous valut cette bagarre, je pris la rougeole, ce qui me contraignit à trois semaines de lit, puis à quinze jours de convalescence, et l’on m’a tenue en quarantaine pendant quinze jours de plus, sous prétexte de « sécurité scolaire ». Sans les livres et sans Fanchette, que serais-je devenue ?
- Le Hussard sur le toit de Jean Giono. Angelo et Pauline sont placés en quarantaine à cause de l'épidémie de choléra qui sévit dans le sud de la France.